# 140 mm Type 3
Il 14 cm/50 Type 3 era un cannone navale da 140 mm, con canna lunga 50 calibri, impiegato dalla Marina imperiale giapponese durante la prima e la seconda guerra mondiale. Durante il secondo conflitto venne anche impiegato come cannone costiero. Il nome era dovuto all'anno di sviluppo del blocco otturatore, il terzo di regno dell'imperatore Taishō, cioè il 1914.

## Storia
Il cannone, inizialmente denominato secondo il sistema imperiale 5.5 in/50 Type 3, venne adottato come armamento secondario standard per le navi da battaglia dreadnought realizzate tra il 1915 ed il 1922 e come armamento primario degli incrociatori leggeri costruiti prima del 1930. Il cannone, sviluppato nel 1914, adottava un blocco di culatta comune a tutti i successivi pezzi navali giapponesi, con otturatore a vite interrotta tipo Welin. Il 5 ottobre 1917, con il passaggio al sistema metrico, il pezzo venne ridenominato in centimetri.
A causa delle limitazioni del Trattato di Washington, molte delle navi da battaglia equipaggiate con il Type 3 furono cancellate, demolite o convertite in portaerei; di conseguenza il cannone prestò servizio imbarcato solo sulle classi Ise e Nagato. Si resero così disponibili molti pezzi, che durante la seconda guerra mondiale vennero impiegati come artiglieria costiera in postazione fissa.

## Tecnica

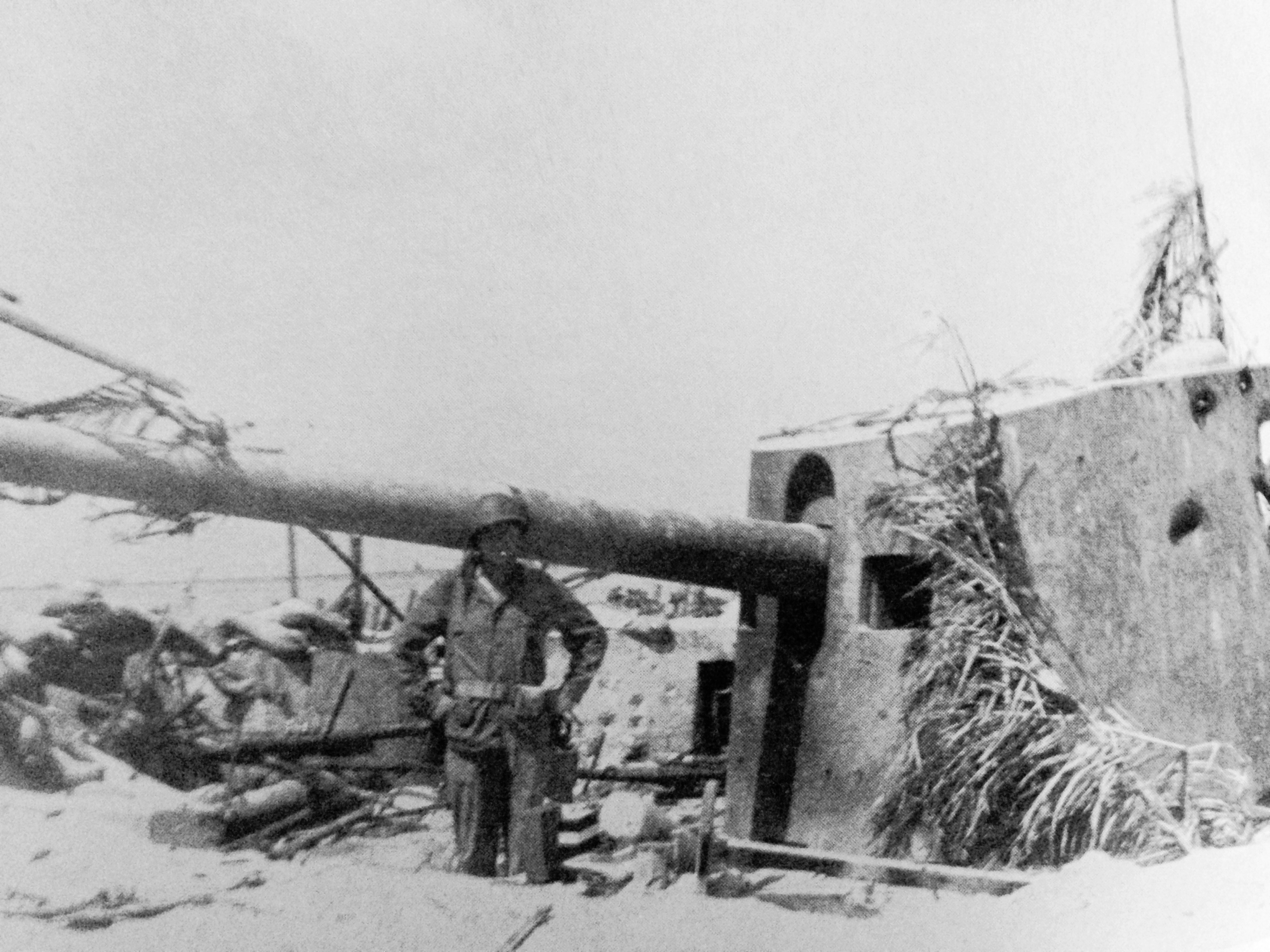
Un Type 3 costiero su affusto singolo scudato.

L'otturatore del Type 3 era a vite interrotta tipo Welin e venne utilizzato anche sui cannoni navali giapponesi da 40 cm, da 20 cm, da 15,5 cm, da 12,7 cm e da 12 cm. La canna dei primi esemplari era di tipo composito a 4 ordini di cerchiatura e filo avvolto, mentre nei successivi la canna era solo cerchiata. La vita utile della canna era di 500-600 colpi. Il caricamento era possibile fino ad un'elevazione di +20°. Per gli affusti singoli, installati sugli incrociatori, le granate ed i sacchi di polvere propellente venivano sollevate in coperta da paranchi a catena; le operazioni di trasferimento tra i magazzini e verso i cannoni e la calcata erano tutte manuali.
Sulle navi da battaglia il cannone era installato su affusto singolo in casamatta o a piedistallo, con settore di brandeggio compreso all'incirca tra -70° e +70°, movimentati in elevazione e brandeggio manualmente ad una velocità di 8° al secondo. Gli affusti binati degli incrociatori disponevano di asservimenti elettroidraulici, con velocità di elevazione di 6°/sec e di brandeggio di 4°/sec.

## Impianti
| Tipo                   | Modello | Classi di navi                                                                                              |
| Singolo in casamatta   | -       | classe Ise (20×1), classe Nagato (20×1), Kaga (20×1), classe Kii (16 o 20×1), Amagi (16×1)                  |
| Singolo su piedistallo | -       | Hosho (4×1), classe Tenryu (4×1), classe Kuma (7×1), classe Nagara (7×1), classe Sendai (7×1), Yubari (2×1) |
| Binato                 | Type A  | Yubari (2×2), Okinoshima (2×2), classe Jingei (2×2)                                                         |
| Binato                 | Type A2 | classe Katori (2×2), Nisshin (3×2)                                                                          |

## Munizionamento
Il cannone sparava una munizione di tipo separato, con carica propellente di sacchetti di tela. Oltre a diversi tipi di granata perforante e ad alto esplosivo, il cannone disponeva della originale granata shrapnel incendiaria antiaerea giapponese (sankaidan) e, dal 1943, di una munizione antisommergibile (ASW). La carica di lancio pesava, a seconda del tipo di polvere, 10,33 o 10,97 kg, tranne la munizione ASW che richiedeva una carica inferiore.
| Tipo                    | Nome   | Peso, kg | Carica esplosiva, kg | Lunghezza, mm |
| ----------------------- | ------ | -------- | -------------------- | ------------- |
| APCHE                   | Mod. 1 | 38       | 2                    | 550           |
| APCHE                   | Mod. 2 | 38       | 2                    | 550           |
| HE                      | Type 0 | 38       | 2,86                 | 554           |
| HE                      | Type 2 | 38       | 2,60                 | 554           |
| ASW                     | -      | 42       | 2,86                 | 573           |
| shrapnel incendiario AA | Type 3 | -        | -                    | -             |